# Walter Schott

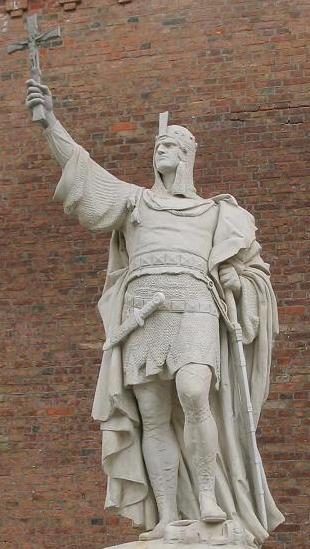
Statue d'Albert l'Ours, aujourd'hui à la citadelle de Spandau.

Walter Schott, né le 18 septembre 1861 à Ilsenburg et mort le 2 septembre 1938 à Berlin, est un sculpteur allemand de l'école de Berlin.

## Biographie
Schott étudie à Hanovre, puis à l'Académie royale prussienne des arts de Berlin (1880-1883). Il est sculpteur indépendant à Berlin à partir de 1885 et s'illustre dans des œuvres néobaroques monumentales. Il devient l'un des sculpteurs préférés de l'époque wilhelminienne, mais sa renommée décline ensuite, malgré quelques commandes du temps de la république de Weimar.
Il est enterré au côté de son père à Ilsenburg.

## Quelques œuvres
- La Joueuse de ballon (1897), bronze, Düsseldorf, Königsallee
- Statues au Berliner Dom
- Statue d'Albert l'Ours de l'allée de la Victoire du Tiergarten de Berlin (1898), monument démantelé
- Statue de Frédéric-Guillaume Ier de Prusse dans le salon blanc du château de Berlin, détruite
- Statue de Guillaume d'Orange devant le château de Berlin
- Statue équestre de Guillaume Ier à Goslar (1898)
- Monument aux morts du 1er régiment à pied de la Garde commémorant la guerre de 1870 à Saint-Privat, détruit (1899). Il représentait l'Ange de la Victoire.
- Statue funéraire du tombeau de son père Eduard Schott (de) à Ilsenburg (1902)
- Statue funéraire de la tombe d'Else von Falckenberg au cimetière de la porte de Halle de Berlin (section dite du cimetière de Jérusalem II)
- Buste de Guillaume II à Saalburg (1908)
- Diane aux lévriers (1926), bronze, Berlin, Volkspark Humboldthain (Gesundbrunnen)
- Le Bassin des Nymphes du château de Schlitz (de) (réédité au Central Park de New York)

## Illustrations

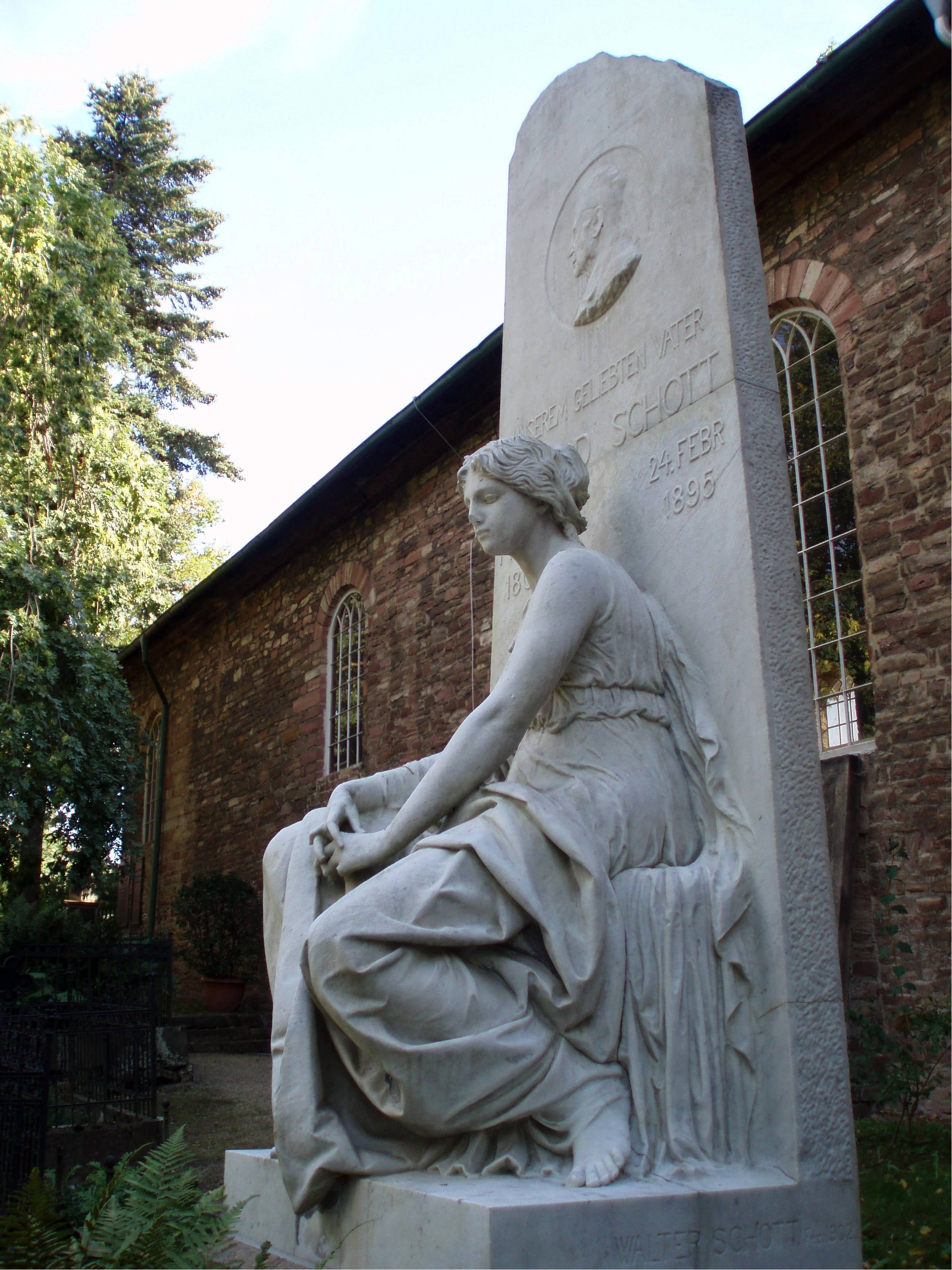
Tombe d'Eduard Schott à Ilsenburg, œuvre de son fils Walter
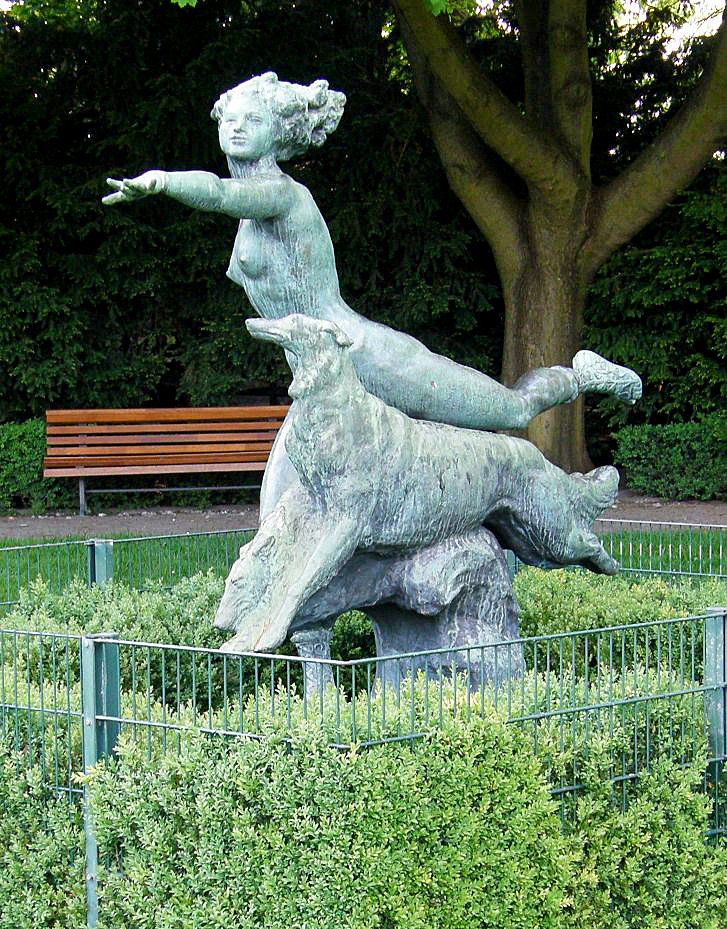
Nymphe à la chasse  à Berlin
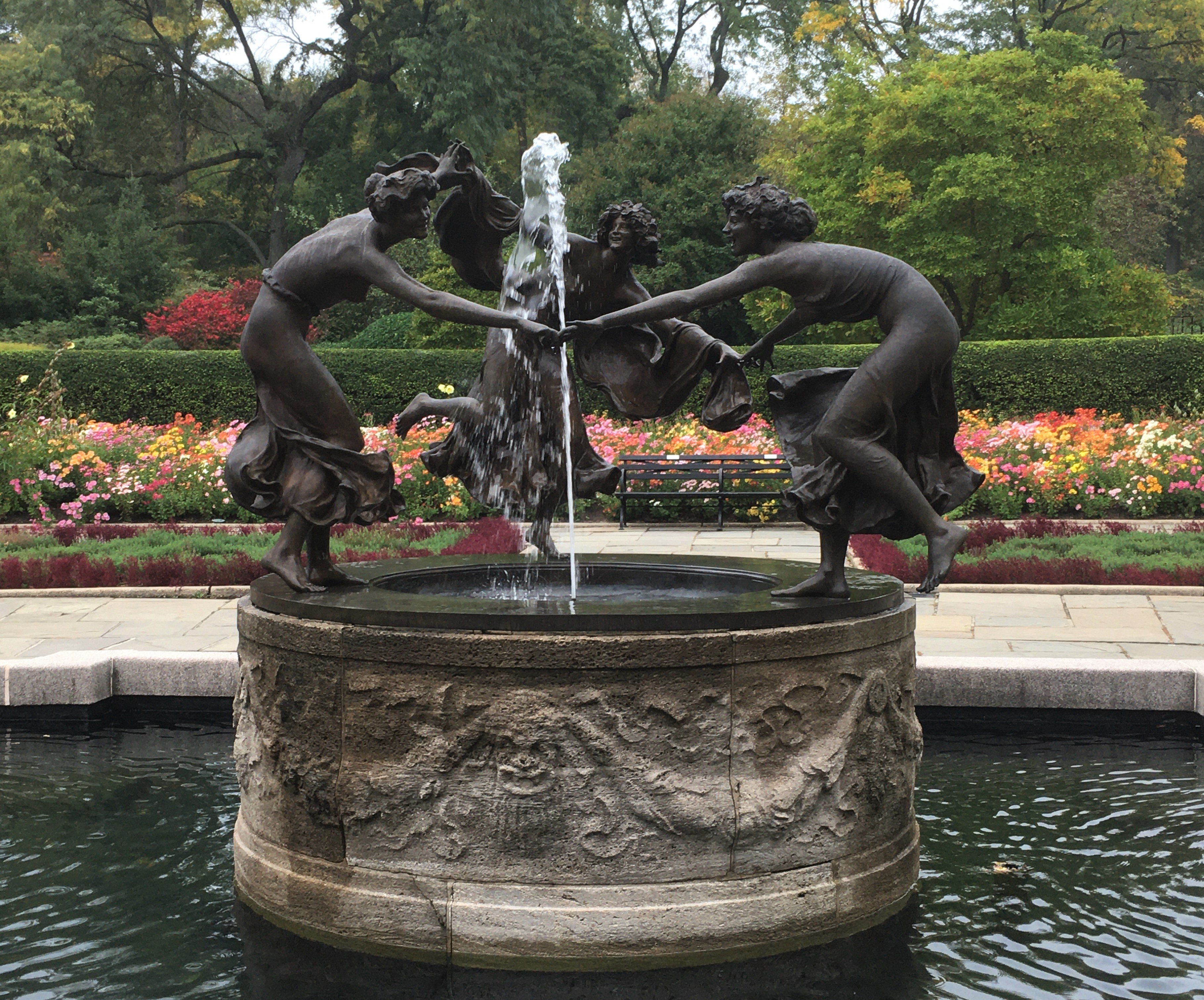
Vue en hiver de la fontaine Untermeyer dite des Trois danseuses à Central Park (New York)
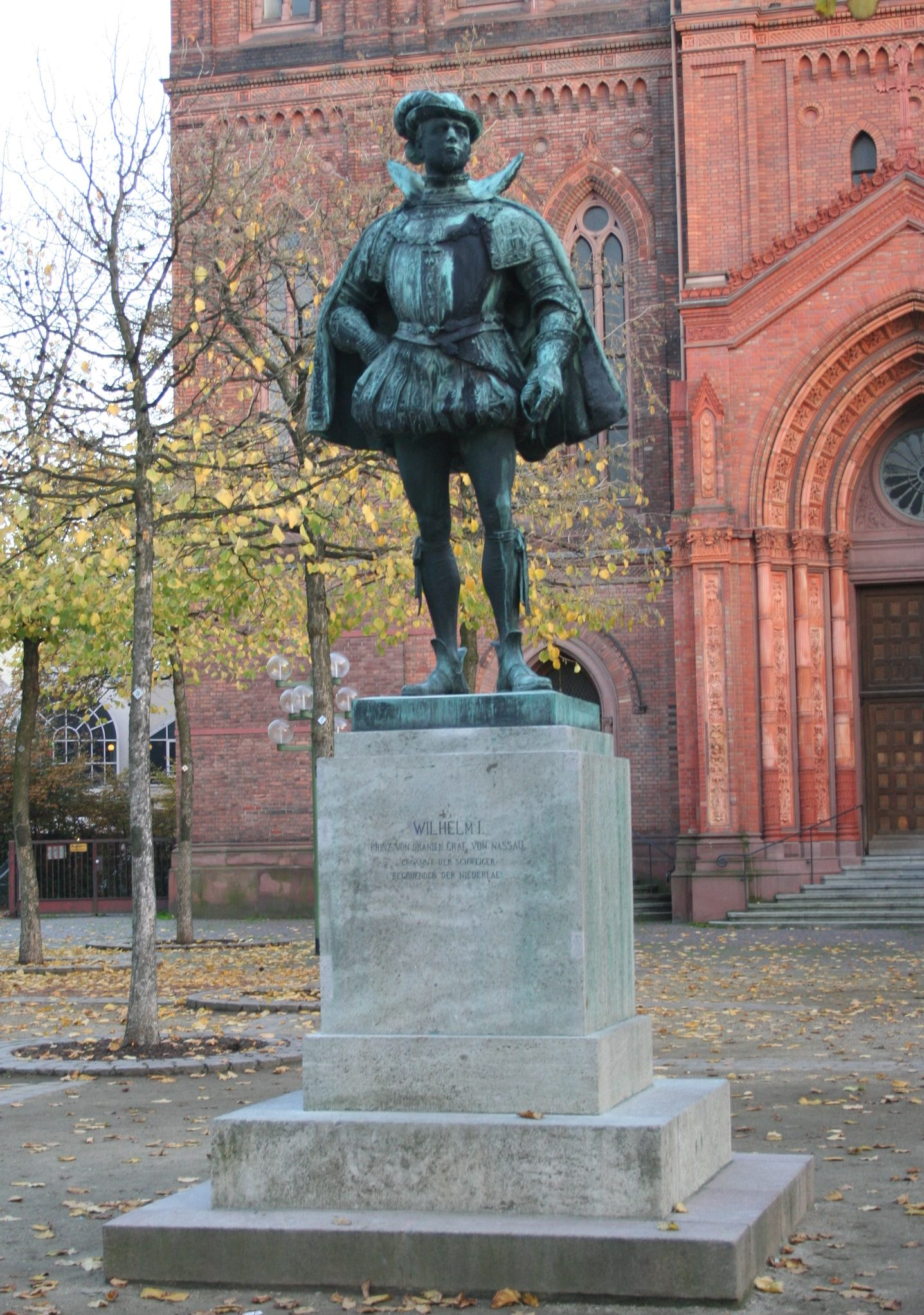
Statue de Guillaume d'Orange, comte de Nassau (1533-1584), à Wiesbaden
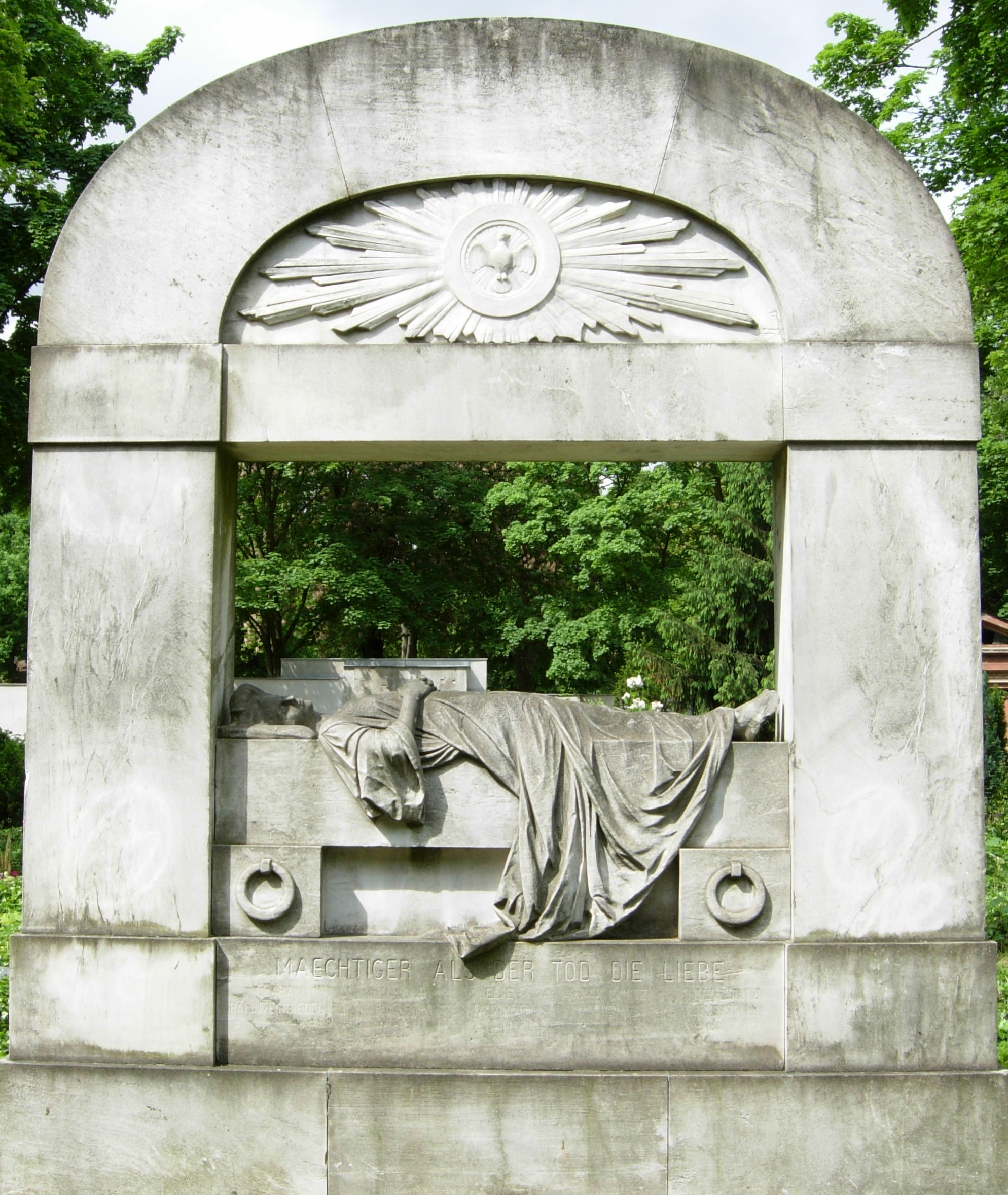
Tombe d'Else von Falckenberg